# 표절사 (청양군)
표절사(表節祠)는 대한민국 충청남도 청양군 운곡면 모곡리에 있는 사당이다. 1984년 5월 17일 충청남도의 문화재자료 제154호로 지정되었다.

## 개요
조선 전기 문신인 양지(?∼1592)의 충혼을 기리기 위해 그의 위패를 모시고 제사를 지내는 사당이다.
양지는 조상의 덕으로 벼슬에 올라 적성현감을 거쳐 삭녕군수가 되었다. 임진왜란(1592) 때 삭녕에 와 있던 경기도 관찰사인 심대의 종사관으로서 일본군에 대항해 싸우다 순절하였다. 그가 죽은 뒤 정조 20년(1796) 이조판서로 증직되고 충민이란 시호를 받았다.
표절사는 충신이나 효자, 열녀를 칭찬하며 나라에서 그들의 고향에 세워주던 정려의 성격을 띠고 있다. 입구에는 솟을대문이 있고 지붕은 옆면에서 볼 때 여덟 팔(八)자 모양을 한 팔작지붕으로 꾸몄다. 앞쪽에는 섬돌이 있고 사당 안쪽에는 마루가 깔려 있다. 현재 이곳에는 윤경래와 강수남의 위패도 함께 모시고 있다.

## 참고 문헌
- 표절사 - 국가유산청 국가유산포털